# Sandarakovník článkovaný

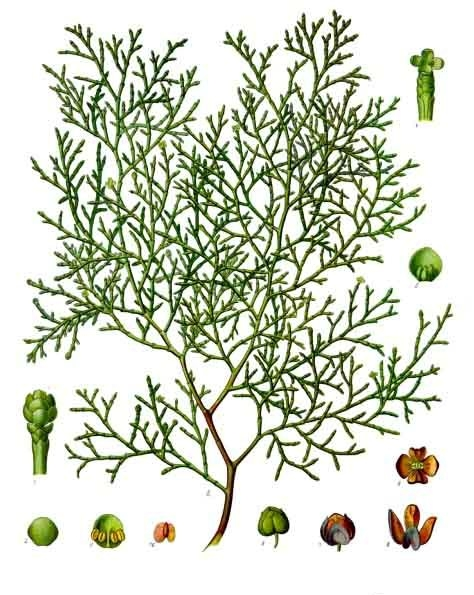
Zobrazení větvičky sandarakovníku článkovaného

Sandarakovník článkovaný (Tetraclinis articulata) je stálezelená, teplomilná dřevina, která se pro svou odlišnost stala jediným druhem monotypického rodu sandarakovník. Rostlina pochází ze středomořské oblasti a v současné době se v Evropě řídce vyskytuje ve Španělsku (regionu Murcia) a na Maltě. Hojně roste v severoafrickém Maroku a v menších počtech ještě na severovýchodě Alžírska a v Tunisku, ojediněle i v Libyi.

## Ekologie
Dlouhověká rostlina vhodná pro okolí Středozemního moře, dobře snáší dlouhodobě nízké srážky. Na kvalitu půdy není náročná, roste i v silně kamenité, dává však přednost vápnitému, dobře odvodněnému stanovišti s plnou expozicí slunce. Špatně snáší pokles teplot k bodu mrazu, některé údaje hovoří o schopnosti odolat pouze -5 °C, jiné až -12 °C. Dožívá se průměrného věku kolem 180 let, nejstarší stromy jsou ojediněle staré až 240 roků. Pyl uvolňující se před příchodem suchého, zimního období nezpůsobuje alergie. V Evropě roste v nadmořské výšce do 200, v Africe až do 1800 m n. m.
Je velmi pomalu rostoucí dřevinou, která po uřezání někdy z pařezu znovu obrůstá. Nelze ji roubovat ani očkovat, množí se řízkováním a ze semen, která spolehlivě klíčí. Stromy není nutno v mládí ani stáří tvarovat nebo prořezávat.

## Popis
Nevysoký, jednodomý strom dorůstající do výše 5 až 9, výjimečně až 15 m. Kůra rovného kmene o průměru do 1 m je šedohnědá a podélně rozpraskaná, koruna bývá vejčitá nebo kónická a mívá šířku nejvíce 6 až 8 m. Kořenový systém je poměrně široký a je tvořen jemnými kořínky. Na ve všech směrech vyrůstajících větvičkách jsou ve čtyřčetných přeslenech rovné nebo zakřivené jehlicovité lístky dlouhé 6 až 10 mm, postranní jsou delší a vnitřní částečně překrývají, jsou sytě zelené a na koncích ostře špičaté, mají pryskyřičné žlázky.
Šištice samčí i samičí rostou na koncích větviček na stejných stromech, mají po čtyřech prašných váčcích s pylem dozrávajícím v září až listopadu. Samičí jsou vzpřímené, kulovité, 1 až 1,5 cm velké, dozrávají do roku po opylení, mají čtyři tlusté, dřevnaté šupiny z nichž jsou dvě plodonosné. V dospělosti jsou světle hnědé a obvykle obsahují 4 až 6 vejčitých semen 5 mm velkých s blanitými křidélky dlouhými až 10 mm.

## Význam
Dřevo stromů je velmi kvalitní, je červenohnědě vybarvené, dobře se opracovává i leští a je velmi trvanlivé a odolné vůči hnilobě. Má silnou citrusovou vůni (říká se mu citrónové dřevo) a ve větším množství místnost silně provoní. Při zpracovávání vyvolává jeho prach u některých lidí alergii. Vyrábí se z něj drobný nábytek a hlavně našlo uplatnění v intarzii, pro svou barevnost a trvanlivost se hojně používá pro dřevořezby.
Ve starověkém Řecku i Římě byla při náboženských obřadech místo kadidla pálena vonná pryskyřice sandarakovníku vytékající z poraněných kmenů. Tato pryskyřice, nazývaná "sandarak", se používá pro výrobu kvalitních laků a u místních obyvatel je znám i její léčebný účinek. Sloužívá též místo kanadského balzámu v mikroskopii k upevňování vzorků a v optice ke tmelení čoček, bývá i součástí kosmetických přípravků. V oblasti Maghrebu se při léčbě krvácení využívá stahujících účinků tříslovin v kůře.
Strom je odolný vůči živočišným škůdcům a vhodný k zalesňování suchých míst i terénním úpravám na pohyblivých půdách, které dokáže stabilizovat před erozí. V sadovnictví je považován za zajímavou solitéru nebo i lesní skupinu ve větších parcích a zahradách. V chladnějších oblastech se ojediněle pěstuje v kbelících a přes zimu se přenáší do palmových skleníků a teplých, světlých hal.

## Ohrožení
Na Maltě (asi 130 stromů) a ve Španělsku (rozptýleně na 500 ha) zůstaly jen malé reliktní populace, které jsou regionálně považované za ohrožené. V Maroku, Alžírsku i Tunisku se ještě vyskytují na velkých plochách.
V Evropě jsou sandarakovníky chráněné a dochází k jejich opětovnému vysazování na původní místa nebo do městských parků jako okrasné dřeviny. V Africe se ale jejich lokality stále zmenšují následkem nadměrného kácení, požárů, spásání dobytkem, urbanizací i rozšiřováním zemědělské činnosti. V současnosti však celkové množství produktivních stromů sandarakovníku článkovaného ještě nekleslo pod prahové hodnoty a proto je IUCN považován za málo dotčený druh.

## Galerie

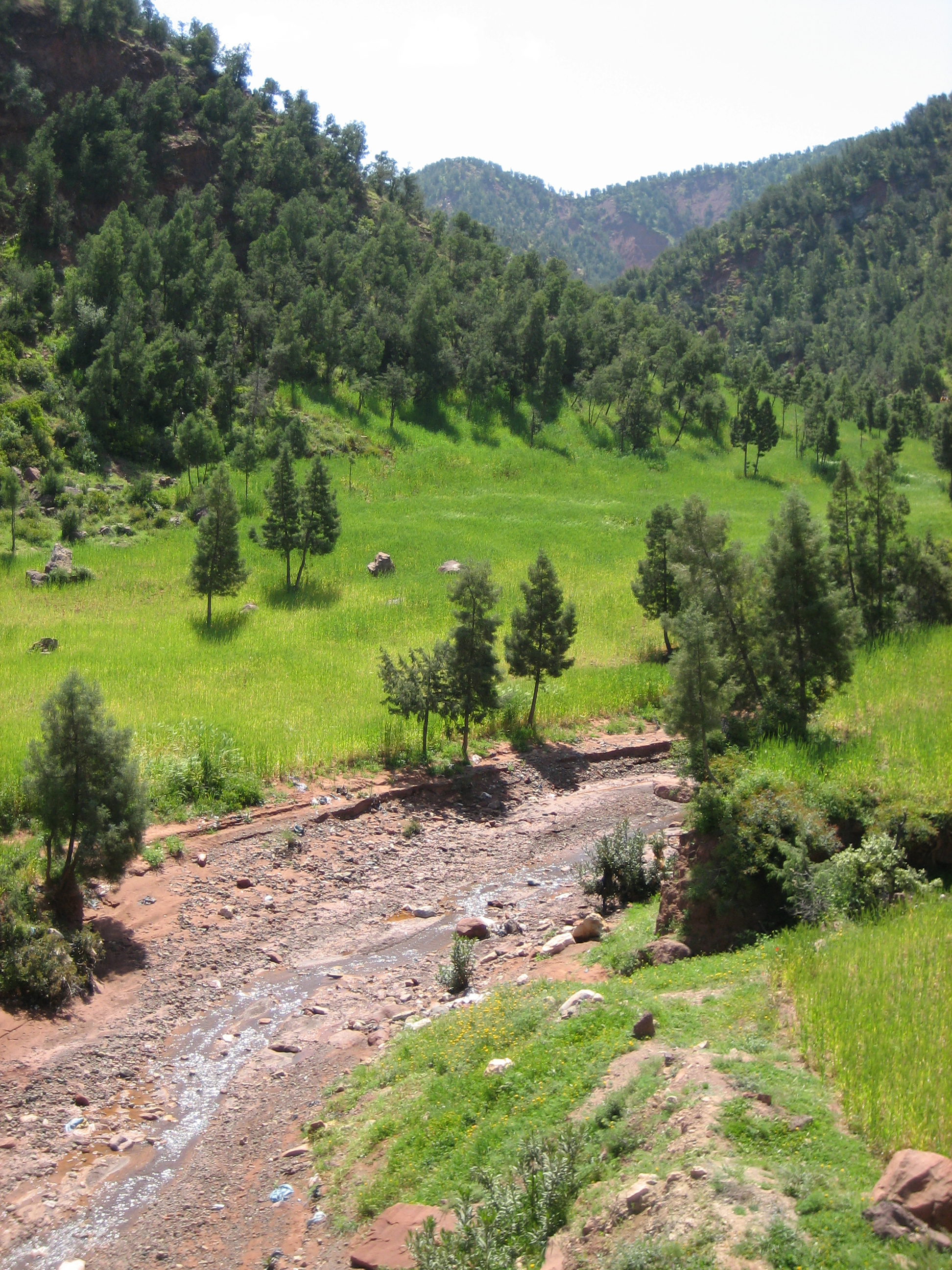
Typický porost
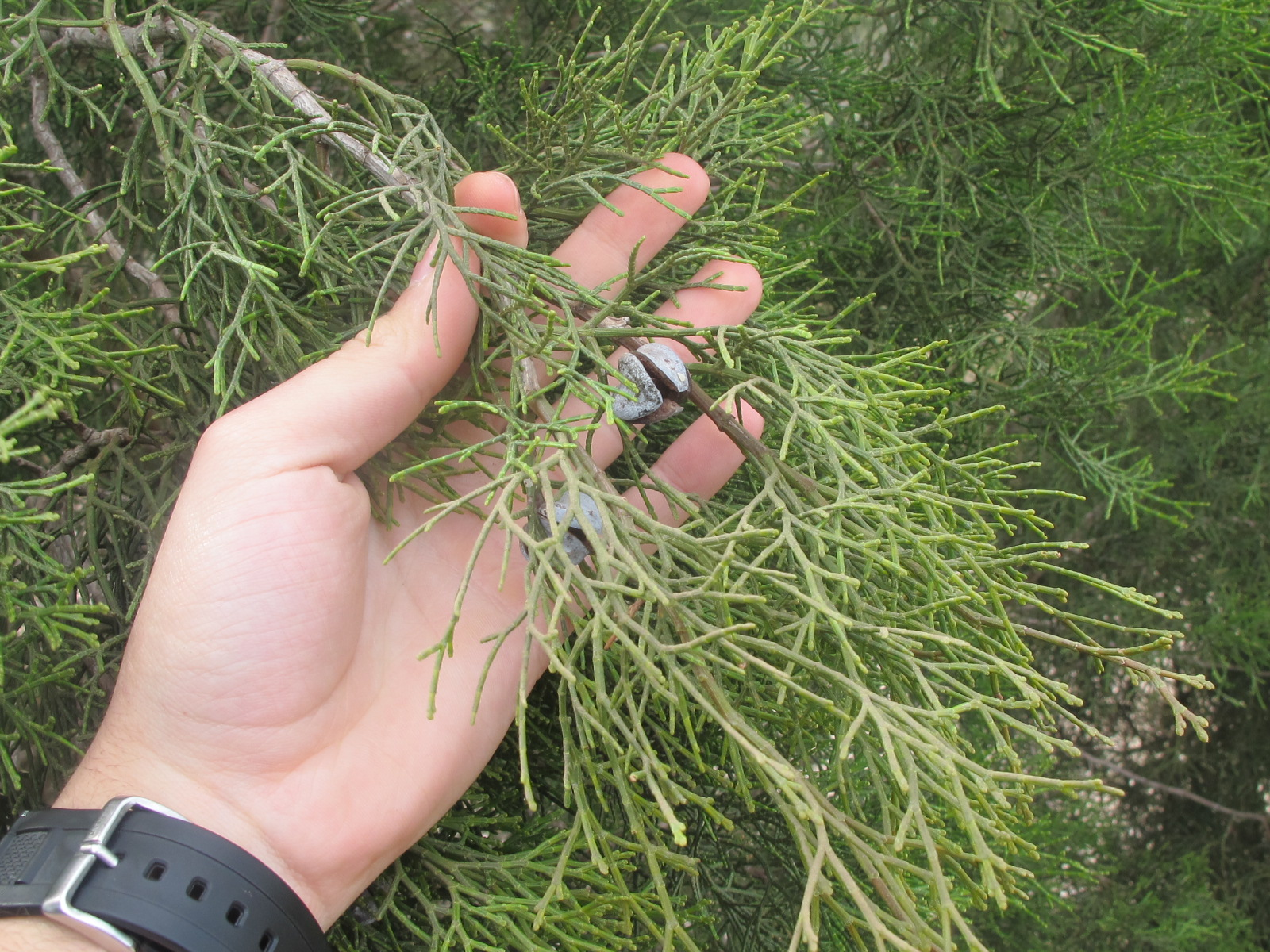
Větvička
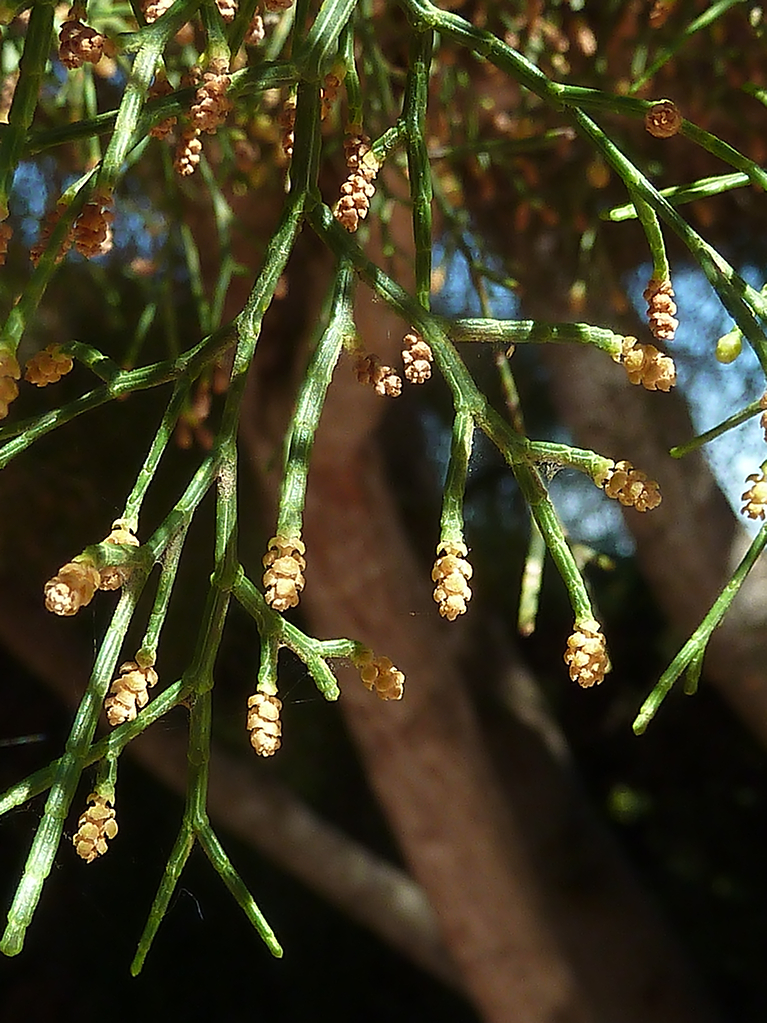
Samičí šištice
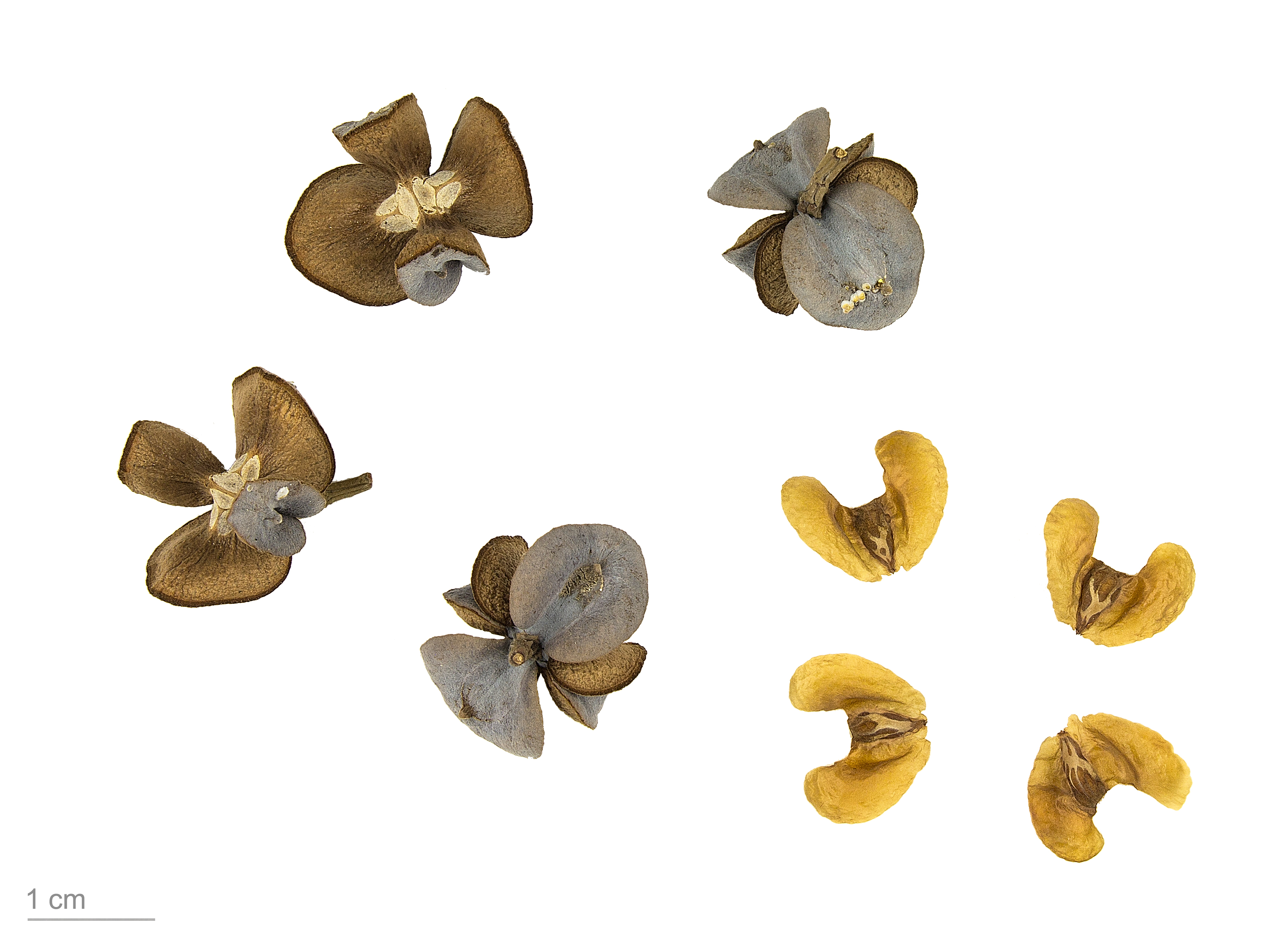
Zralé šišky a semena